# Doe iets
Doe iets is een kunstwerk in Amsterdam-Oost.
Het is een installatie van de hand van Serge Verheugen Het is samengesteld uit geperforeerde metalen hoekprofielen, die in 2005 waren gebruikt in de licht beweegbare stellage DOEIDOEI voor Schiphol, waaraan ook een kunstwerk was gekoppeld. Het moest middels tientallen handjes de reizigers uitzwaaien. In dat kunstwerk had de kunstenaar ook Tot ziens vriend, goede reis uitgefreest. Volgens de kunstenaar schreven allerlei reizigers teksten op de handjes. Hij maakte een vergelijking met de appel van Kees Franse, waarop reizigers boodschappen achterlieten. Toen het project afgelopen was, moest het werk terug naar de kunstenaar. 
In 2005/2006 recycleerde de kunstenaar het materiaal en zette het om in Doe iets, dat kwam te staan bij een van de toegangen van een van de vergaderruimten van Stadsdeel Westerpark in de gebouwen van de voormalige Westergasfabriek. Verheugen mocht die inrichten en kwam op het idee, dat wat in de vergaderzaal besproken was ook daadwerkelijk tot uitvoer moest worden gebracht. Stadsdeel Westerpark was er niet tevreden over en het stond er illegaal (niet de juiste vergunningen) en er moest gezocht worden naar een nieuwe plaats. Een jarenlange strijd over nieuwe plaats en vergunningen hield de zaak op.
Het werd rond maart 2011 verplaatst naar de Wibautspoorbrug, de spoorbrug over de Wibautstraat. Ook hier moest het passanten oproepen iets te doen. Waar dat iets doen dan betrekking op had, mochten de passanten zelf invullen, al was het maar een groetje naar een medepassant. Het kunstwerk wordt 's nachts verlicht. Wethouder Maarten van Poelgeest onthulde het kunstwerk op haar nieuwe plaats samen met Thijs Reuten van Stadsdeel Oost, die het kunstwerk en motto wel zagen zitten. Het kwam er mede dankzij steun van het stadsdeel, ProRail (verantwoordelijk voor de brug) en Projectbureau Wibaut aan de Amstel, die bezig was met de herinrichting van de Wibautstraat. Het lag in de bedoeling na afronding van de werkzaamheden in de Wibautstraat het kunstwerk opnieuw te verplaatsen, maar in augustus 2018 stond het nog steeds op genoemde spoorbrug.  Volgens de kunstenaar zelf krijgt hij ook in 2022 nog steeds reacties op de tekst, van mensen die zeggen juist iets harder te fietsen tot menen die de tekst hadden laten tatoeëren. 
De spoorbrug ligt op het traject Station Amsterdam Muiderpoort en Station Amsterdam Amstel. Op beide stations waren ten tijde van de onthulling van Doe iets kunstwerken te zien van Verheugen. Op Muiderpoort staat Multikruljuweel, op Amstel verzorgt hij het werk Wij. De kunstenaar woont bijna aan het spoor tussen beide spoorstation (Vrolikstraat). 